# آرتور بیت
آرتور بیت (انگلیسی: Arthur Bate؛ ۱۴ اکتبر ۱۹۰۸ – February 1993 (aged 84)) بازیکن فوتبال اهل بریتانیا بود.
از باشگاه‌هایی که در آن بازی کرده‌است می‌توان به باشگاه فوتبال فلیتوود، باشگاه فوتبال نلسون، باشگاه فوتبال بیکاپ بورو، و باشگاه فوتبال چورلی اشاره کرد.